# 趙武
| 姓名           | 趙武（嬴姓趙氏）                                                    |
| 時代           | 春秋時代                                                            |
| 生没年         | 前597年 - 前541年12月7日                                            |
| 字・別号       | 趙文子（諡号）                                                      |
| 本貫・出身地等 | 絳                                                                  |
| 職官           | 新軍の将→上軍の将〔晋悼公〕 次卿・中軍の佐→正卿・中軍の将〔晋平公〕 |
| 陣営・所属等   | 景公→厲公→悼公→平公                                                 |
| 家族・一族     | 父：趙朔 母：趙荘姫 子：趙成                                        |

趙 武（ちょう ぶ）は、中国春秋時代の晋の政治家。父の代に一度は滅亡した趙氏を再興させ、晋と楚の和睦を成し遂げる大功をあげた。

## 生涯

### 九死に一生を得る
紀元前597年、趙武が生まれる直前に父趙朔をはじめとする一族が、司寇の屠岸賈によって、皆殺しにされた。かつて、一族の趙穿が霊公を殺した罪を問われてのことだったが、母の趙荘姫は公室から降嫁していたために、命を助けられた。趙荘姫は後宮に戻ったが、このとき、すでに趙武を身篭っていた。
誕生した趙武を屠岸賈の追及から逃すために、趙朔の食客だった公孫杵臼が趙朔の友人だった程嬰と協力して策を練った。公孫杵臼が他人の子を趙武に見せかけて抱き、趙朔の友人だった程嬰がそれを趙武だと言いふらしたことにより、公孫杵臼と替え玉の子供は殺された。程嬰は、趙朔から趙家再興を託された韓厥の支援を得て趙武を山中に隠した。公孫杵臼と程嬰の忠義と機転は、元の紀君祥（きくんしょう）による雑劇『趙氏孤児』で広く知られている。

### 趙家再興
紀元前583年、大叔父の趙同・趙括兄弟が趙荘姫や欒書との対立が元で攻め滅ぼされる等、趙衰以来の家系は断絶に等しい状態にあった。しかし、病に倒れた景公を韓厥が説得したため、成人した趙武が景公に拝謁して、趙家再興を許された。
趙武は韓厥や欒書とともに屠岸賈を攻め殺した。復讐を成し遂げ、韓厥・欒書・智罃・士燮・荀庚（中行宣子）から祝辞を受けたが、直後に程嬰が「地下で趙荘子（趙朔）と公孫杵臼に報告したい」と自害すると号泣した。そして、彼のために3年間喪に服し、また、趙家の廟に彼を祀った。
以上の話は『史記』趙世家によるものであり、劉向『新序』節士篇と『説苑』復恩篇に見える話も『史記』とほぼ同じである。

### 異説
これに対して『春秋左氏伝』（成公4年・5年・8年）によれば、趙朔の死後に妻の趙荘姫が、趙朔の叔父の趙嬰斉と私通し、趙嬰斉は兄の趙同・趙括によって斉に追放された。趙荘姫はそれを恨んで「趙氏が乱を起こそうとしている」と景公に讒言したため、趙一族はみな殺しにされた。ただ趙朔の子の趙武のみは趙荘姫に育てられ、のちに韓厥の進言によって趙氏の後継者とされた、と記されている。

### 正卿となる
紀元前573年、趙武は悼公から新軍の将に任命され、卿としての第一歩を踏み出した。紀元前560年には韓厥の子の韓起の推挙を受けて、上軍の将へと昇格したが、栄華を極めた趙一族が一度は瓦解したことを教訓として、徳を積み、常に温和な風貌を保ち、自ら一歩退く姿勢をとり続けた。
紀元前548年に士匄（范宣子）逝去の後を受けて正卿・中軍の将となると、次卿の韓起や相談役の羊舌肸（叔向）とともに、南の大国である楚との講和を目指した。紀元前546年7月に弭兵の会を催して、楚や斉、鄭、宋等の周辺諸国との講和を実現させ、晋の名宰相と世に称えられた。
しかし、紀元前541年になると、急激に体の衰えを見せ始めた。もう先がないことを悟った趙武は、同年12月1日に祖先の合祭をおこなった。その直後の12月7日に死去。享年57。趙家を再興させ、楚や周辺諸国との講和という大業を成したことから、諡号「献文」を諡され、趙文子と呼ばれることになった。

## 趙武を題材にした作品
雑劇（元曲）
- 『趙氏孤児』（紀君祥、元代）

以下は『趙氏孤児』を原作とした作品。
演劇
- 『中国の孤児』（ヴォルテール、1755年）

京劇
- 『趙氏孤児』（馬連良、1960年）

話劇
- 『趙氏孤児』（林兆華、2003年）
- 『趙氏孤児』（田泌鑫、2003年）

映画
- 『運命の子』（原題：趙氏孤児、チェン・カイコー監督、2011年）

テレビドラマ
- 『天命の子〜趙氏孤児』（原題：趙氏孤児案、2013年）

小説
- 『孟夏の太陽』（宮城谷昌光、文藝春秋、1991年）
- 「趙氏春秋」『洛陽の姉妹』（安西篤子、講談社、1999年）

テレビドラマ
- 『東周列国 春秋篇』（原題：東周列国 春秋篇、1996年）